# Harald Cramér
Carl Harald Cramér (Estocolmo, 25 de setembro de 1893 — 5 de outubro de 1985) foi um matemático, atuário e estatístico sueco, especialista em estatística matemática e teoria probabilística dos números. Foi descrito por John Kingman como "um dos gigantes da teoria estatística".

## Biografia
Cramér ingressou na Universidade de Estocolmo em 1912 e lá realizou toda sua formação. Estudou matemática e química, sendo assistente do químico Hans von Euler-Chelpin com quem publicou seus cinco primeiros artigos científicos, nos anos de 1913 e 1914. Focando a matemática, realizou mestrado e doutorado.
Profissionalmente, atuou como professor assistente entre 1917 e 1929. Deu importante contribuição no estudo da distribuição estatística dos números primos e números primos gêmeos com a publicação do artigo "On the order of magnitude of the difference between prime numbers". Nos anos 20, Cramér passou a dedicar-se mais a probabilidade. Juntamente com Kolmogorov, Lévy, Bernstein e Khinchin, revolucionou a teoria da probabilidade. Em 1929, também na Universidade de Estocolmo, tornou-se o primeiro professor sueco de Matemática Atuarial, posto que ocupou até 1958. Nesta época, apresentou importante contribuição à Teoria da Ruína, ao retomar as idéias de Filip Lundberg de desenvolvimento de um modelo contínuo nesta área. Também foi reitor da Universidade entre os anos de 1950 e 1961.
Fora da acadêmia, trabalhou como atuário de uma companhia sueca de seguros de vida entre 1920 e 1929 e de 1927 e 1948 em uma resseguradora. Até 1961, foi consultor atuarial. Graças ao seu pioneirismo local e sua contribuição à ciência atuarial mundial, foi eleito Presidente Honorário da Sociedade Atuarial Sueca.